# Gonatocerus bonariensis
Gonatocerus bonariensis is een vliesvleugelig insect uit de familie Mymaridae. De wetenschappelijke naam is voor het eerst geldig gepubliceerd in 1922 door Brèthes.